# Seznam dílů seriálu Zoo
Toto je seznam dílů seriálu Zoo. Americký dramatický seriál Zoo měl premiéru na stanici CBS. V České republice seriál od 24. dubna 2017 uvádí Nova Action.

## Přehled řad
| Řada | Díly | Premiéra v USA  | Premiéra v USA | Premiéra v ČR   | Premiéra v ČR   |
| Řada | Díly | První díl       | Poslední díl   | První díl       | Poslední díl    |
| ---- | ---- | --------------- | -------------- | --------------- | --------------- |
| 1    | 13   | 30. června 2015 | 15. září 2015  | 24. dubna 2017  | 6. května 2017  |
| 2    | 13   | 28. června 2016 | 6. září 2016   | 7. května 2017  | 19. května 2017 |
| 3    | 13   | 29. června 2017 | 21. září 2017  | nebylo vysíláno | nebylo vysíláno |

## Seznam dílů

### První řada (2015)
| Č. v seriálu | Č. v řadě | Původní název               | Český název      | Režie             | Scénář                                                      | Premiéra v USA    | Premiéra v ČR  |
| ------------ | --------- | --------------------------- | ---------------- | ----------------- | ----------------------------------------------------------- | ----------------- | -------------- |
| 1            | 1         | First Blood                 | První krev       | Brad Anderson     | Josh Appelbaum, André Nemec, Jeff Pinkner a Scott Rosenberg | 30. června 2015   | 24. dubna 2017 |
| 2            | 2         | Fight or Flight             | Bojuj, nebo uteč | Michael Katleman  | Jeff Pinkner a Scott Rosenberg                              | 7. července 2015  | 25. dubna 2017 |
| 3            | 3         | The Silence of the Cicadas  | Mlčení cikád     | Chris Long        | Denitria Harris-Lawrence                                    | 14. července 2015 | 26. dubna 2017 |
| 4            | 4         | Pack Mentality              | Mentalita smečky | David Grossman    | Bryan Oh                                                    | 21. července 2015 | 27. dubna 2017 |
| 5            | 5         | Blame It on Leo             | Může za to Leo   | Steven A. Adelson | Jay Faerber                                                 | 28. července 2015 | 28. dubna 2017 |
| 6            | 6         | This Is What It Sounds Like | Síla zvuku       | David Solomon     | Carla Kettner                                               | 4. srpna 2015     | 29. dubna 2017 |
| 7            | 7         | Sleuths                     | Tlupa            | Dean White        | Denitria Harris-Lawrence                                    | 11. srpna 2015    | 30. dubna 2017 |
| 8            | 8         | The Cheese Stands Alone     | Nejlepší je sýr  | Eric Laneuville   | Jay Faerber a Scott Rosenberg                               | 18. srpna 2015    | 1. května 2017 |
| 9            | 9         | Murmuration                 | Ptáci            | Michael Katleman  | Bryan Oh                                                    | 25. srpna 2015    | 2. května 2017 |
| 10           | 10        | Emotional Contagion         | Emoční nákaza    | Christine Moore   | Jay Faerber                                                 | 1. září 2015      | 3. května 2017 |
| 11           | 11        | Eats, Shoots and Leaves     | Daň krve         | Zetna Fuentes     | Rebekah F. Smith                                            | 8. září 2015      | 4. května 2017 |
| 12           | 12        | Wild Things                 | Divoká zvěř      | John Polson       | Carla Kettner                                               | 8. září 2015      | 5. května 2017 |
| 13           | 13        | That Great Big Hill of Hope | Hora naděje      | Michael Katleman  | Jeff Pinkner a Scott Rosenberg                              | 15. září 2015     | 6. května 2017 |

### Druhá řada (2016)
| Č. v seriálu | Č. v řadě | Původní název           | Český název         | Režie             | Scénář                           | Premiéra v USA    | Premiéra v ČR   |
| ------------ | --------- | ----------------------- | ------------------- | ----------------- | -------------------------------- | ----------------- | --------------- |
| 14           | 1         | The Day of the Beast    | Den šelmy           | Michael Katleman  | Matt Pitts a Melissa Glenn       | 28. června 2016   | 7. května 2017  |
| 15           | 2         | Caraquet                | Krvavý déšť         | Michael Katleman  | Bryan Oh a Nick Parker           | 28. června 2016   | 8. května 2017  |
| 16           | 3         | Collision Point         | Kolizní bod         | Steven A. Adelson | Jay Faerber a Rebekah F. Smith   | 5. července 2016  | 9. května 2017  |
| 17           | 4         | The Walls of Jericho    | Lenochod            | David Solomon     | Matt Pitts a Melissa Glenn       | 12. července 2016 | 10. května 2017 |
| 18           | 5         | The Moon and the Star   | Hadi                | Norman Buckley    | Bryan Oh a Nick Parker           | 19. července 2016 | 11. května 2017 |
| 19           | 6         | Sex, Lies and Jellyfish | Medůza              | Ed Ornelas        | Matt Pitts a Jay Faerber         | 26. července 2016 | 12. května 2017 |
| 20           | 7         | Jamie's Got a Gun       | Jamie dostala zbraň | Lee Rose          | Melissa Glenn a Rebekah F. Smith | 2. srpna 2016     | 13. května 2017 |
| 21           | 8         | Zero Sum                | Ještěr              | Anton Cropper     | Bryan Oh a Nick Parker           | 9. srpna 2016     | 14. května 2017 |
| 22           | 9         | Sins of the Father      | Koně                | Michael Katleman  | Carla Kattner                    | 16. srpna 2016    | 15. května 2017 |
| 23           | 10        | Yellow Brick Road       | Papoušek            | David Barrett     | Matt Pitts a Jay Faerber         | 23. srpna 2016    | 16. května 2017 |
| 24           | 11        | The Contingency         | Gorila              | Leslie Libman     | Melissa Glenn a Rebekah F. Smith | 30. srpna 2016    | 17. května 2017 |
| 25           | 12        | Pangaea                 | Šavlozubec          | Gary Fleder       | Bryan Oh a Nick Parker           | 6. září 2016      | 18. května 2017 |
| 26           | 13        | Clementine              | Clementine          | Michael Katleman  | Bryan Oh a Nick Parker           | 6. září 2016      | 19. května 2017 |

### Třetí řada (2017)
| Č. v seriálu | Č. v řadě | Původní název                | Režie            | Scénář                           | Premiéra v USA    |
| ------------ | --------- | ---------------------------- | ---------------- | -------------------------------- | ----------------- |
| 27           | 1         | No Place Like Home           | Michael Katleman | Melissa Glenn a Nicole Phillips  | 29. června 2017   |
| 28           | 2         | Diaspora                     | Michael Katleman | Bryan Oh a Nick Parker           | 6. července 2017  |
| 29           | 3         | Ten Years Gone               | Ed Ornelas       | Jay Faerber a Shintaro Shimosawa | 13. července 2017 |
| 30           | 4         | Welcome to the Terra Dome    | Greg Beeman      | Gregory Weidman a Geoff Tock     | 20. července 2017 |
| 31           | 5         | Drop it Like it's Hot        | Norman Buckley   | Melissa Glenn a Nicole Phillips  | 27. července 2017 |
| 32           | 6         | Oz is Oz                     | Michael Katleman | Matt Pitts                       | 3. srpna 2017     |
| 33           | 7         | Wham, Bam, Thank You Sam     | Alex Gayner      | Jay Faerber a Shintaro Shimosawa | 10. srpna 2017    |
| 34           | 8         | Stakes on a Plane            | Jet Wilkinson    | Gregory Widman a Geoff Tock      | 17. srpna 2017    |
| 35           | 9         | The Black Forest             | David Barrett    | Bryan Oh a Nick Parker           | 24. srpna 2017    |
| 36           | 10        | Once Upon a Time in the Nest | Avi Youabian     | Jay Faerber a Shintaro Shimosawa | 31. srpna 2017    |
| 37           | 11        | Cradles and Graves           | Jennifer Lynch   | Melissa Glenn a Nicole Phillips  | 7. září 2017      |
| 38           | 12        | West Side Story              | Gary Fleder      | Gregory Weidman a Geoff Tock     | 14. září 2017     |
| 39           | 13        | The Barrier                  | Michael Katleman | Bryan Oh a Nick Parker           | 21. září 2017     |